# 達盧環礁
南尼兰代环礁（羅馬化：Nilandhe Atholhu Dhekunuburi），行政名称为達盧環礁（以第十二个它拿字母命名），是馬爾代夫的行政環礁，由56個島嶼（其中7座有人居住）組成。在2014年，該環礁的人口約有7,442人。
達盧環礁是行政環礁，僅為行政區劃，並不是自然環礁。一如其他行政環礁，這些名稱並不能精確地從地理或文化上劃分馬爾代夫。

## 外部鏈結
達盧環礁官方介紹（英語） （页面存档备份，存于）